# Paulo Renato Fernandes Gonçalves de Campos
Paulo Renato Fernandes Gonçalves de Campos (ur. 11 stycznia 1973 w São Paulo) – brazylijski duchowny katolicki, biskup Barra do Garças od 2023.

## Życiorys
20 marca 2004 otrzymał święcenia kapłańskie i został inkardynowany do diecezji São José dos Campos. Pracował głównie jako duszpasterz parafialny, był także m.in. koordynatorem duszpasterstwa w diecezji, rektorem diecezjalnego instytutu filozoficzno-teologicznego, a także asesorem ds. stosunków instytucjonalnych przy brazylijskiej Konferencji Episkopatu.
18 października 2023 papież Franciszek mianował go biskupem diecezji Barra do Garças. 
16 grudnia 2023 przyjął sakrę w Kościele Serca Jezusowego w São José dos Campos. Udzielił mu jej biskup Moacir Silva.  